# جيمس بوتير
جيمس بوتير (بالإنجليزية: James Potter) هو فلاح وسياسي أمريكي، ولد في 1729 في مقاطعة تيرون في المملكة المتحدة، وتوفي في 1789 في مقاطعة سنتر في الولايات المتحدة.